# Hercule-Ferdinand Laville de Villa Stellone
Pour les articles homonymes, voir Laville et Villastellone.
Victor Hercule Joseph Ferdinand, comte de Laville de Villa Stellone, né à Turin le 27 novembre 1753 et mort à Paris le 13 juin 1826, est un homme politique piémontais, français sous le Premier Empire.

## Biographie
Ancien chambellan du roi de Sardaigne, Hercule-Ferdinand Laville de Villa Stellone est nommé par le général Berthier membre de la Consulta du gouvernement provisoire italien en messidor an VIII.
Préfet du département du Pô de l'an IX à l'an XIV, membre de la Légion d'honneur le 25 prairial an XII, chambellan de « Madame-Mère » de l'Empereur le 14 floréal an XIII, il fut créé chevalier de l'Empire le 3 juin 1808, nommé membre du Sénat conservateur le 14 décembre 1809, comte de l'Empire le 9 mars 1810 officier le 6 avril 1813, et commandeur de l'ordre de la Réunion.
Il siégea au Sénat jusqu'à la chute de l'Empire, époque à laquelle il rentre chez lui et retrouve sa nationalité piémontaise.
Il meurt à Paris en 1826.
Il appartenait à une branche sortie de la maison (d'origine lorraine) du comte de Lacépède,, et fixée en Piémont où elle a possédé le comté de Villastellone.
Ses trois enfants, dont deux furent maréchaux-de-camp, servirent « avec honneur » dans les rangs de l'armée française.

## Titres
- Chevalier Delaville de Villa-Stellone et de l'Empire (à la suite du décret du 25 prairial an XII le nommant membre de la Légion d'honneur, lettres patentes de mai 1808, Bayonne) ;
- Comte Delaville de Villa-Stellone et de l'Empire (lettres patentes du 9 mars 1810, Paris) ;

## Distinctions
- Légion d'honneur[1] :
  - Légionnaire (25 prairial an XII : 14 juin 1804), puis,
  - Officier de la Légion d'honneur (6 avril 1813) ;
- Commandeur de l'Ordre de la Réunion (1813).

## Armoiries
| Figure | Blasonnement |
|        | Armes des Laville de Villa-Stellone Selon Jean-Baptiste RietstapCoupé: au 1, d'azur, à un cygne d'argent; au 2, parti: a. d'or à la croix de gueules; b. de gueules à trois bandes d'or et au chef d'azur ch. de trois étoiles d'argent. Ou Écartelé: aux 1 et 4, d'azur, à un cygne nageant d'argent; au 2, d'or, à la croix de gueules; au 3, d'argent, à la croix de sable, cantonnée de quatre losanges du même. On trouve aussiBandé d'or et de gueules ; au chef d'azur chargé de trois étoiles d'or rangées en fasce. |
|        | Armes du chevalier Delaville de Villa-Stellone et de l'Empire [Tiercé en fasce] En chef d'azur au cygne d'argent ; fasce de gueules chargée de la croix de la Légion d'honneur en date ; pointe partie, à dextre : d'or à la croix de gueules, à sénestre de gueules à trois bandes d'or, au chef d'azur chargé de trois étoiles d'argent., - Livrées : bleu, rouge, jaune et blanc |
|        | Armes du comte Delaville de Villa-Stellone et de l'Empire Écartelé, au premier des comtes-sénateurs ; au deuxième d'or à la croix de gueules ; au troisième d'argent à la croix de sable, cantonnée de quatre losange du même ; au quatrième d'azur au cigne nageant d'argent ; sur le tout de gueules à trois barres d'or, au comble d'azur, chargé de trois étoiles d'argent., - Livrées : bleu, rouge, jaune et blanc |